# Era Mòla Naua
Era Mòla Naua és una obra de Vielha e Mijaran (Vall d'Aran) inclosa a l'Inventari del Patrimoni Arquitectònic de Catalunya.

## Descripció
Era Mòla de Baish se situa aigües avall del pont de Salient, en el marge dret d'aquest riu. L'edifici, en posició obliqua en relació al corrent, patí reformes amb motiu de l'electrificació. Així i tot conserva l'antiga estructura aixoplugada per una teulada de quatre vessants. En la façana de migdia s'observa com aprofita el desnivell del terreny per situar la porta en posició elevada amb relació a la sortida de l'aigua, on l'arc de migdia punt de la boca resta constret per sengles contraforts.

## Història
És possible que aquesta segona mòla tingui a veure en principi amb una batà que el qüestionari de Fr.Zamora consigna a Vilac; en el riu homònim.